# Birds of Pray
Birds of Pray es el sexto álbum de estudio de la banda estadounidense de rock alternativo Live, lanzado al mercado en 2003. El primer sencillo, "Heaven," se convirtió en el sencillo más exitoso de la banda, llegando al puesto número 59 de la lista Billboard Hot 100.
Birds of Pray fue el último lanzamiento de la banda a través de Radioactive/MCA, ya que poco después firmaron contrato con la discográfica Epic in 2005.

## Recepción
Birds of Pray debutó en el puesto número 28 de la lista Billboard 200, vendiendo más de  37.000 copias en su primera semana.

## Lista de canciones
Todas las canciones compuestas por Ed Kowalczyk, excepto donde se indique lo contrario.
1. "Heaven" – 3:49
2. "She" – 2:40
3. "The Sanctity of Dreams" – 3:33
4. "Run Away" – 3:53
5. "Life Marches On" – 2:53
6. "Like I Do" – 4:14 (Kowalczyk, Patrick Dahlheimer, Chad Taylor)
7. "Sweet Release" – 3:02
8. "Everytime I See Your Face" – 3:16
9. "Lighthouse" – 3:08 (Kowalczyk, Taylor)
10. "River Town" – 4:09
11. "Out to Dry" – 3:20
12. "Bring the People Together" – 3:02
13. "What Are We Fighting For?" – 3:21

## Posición en listas

### Álbum
| Año  | Lista         | Posición |
| ---- | ------------- | -------- |
| 2003 | Billboard 200 | 28       |